# Bátorligeti Ősláp Természetvédelmi Terület
A több mint 50 hektáron fekvő bátorligeti ősláp fokozottan védett természeti értékeink közé tartozik, ezért csak előzetes engedéllyel, kísérővel és kijelölt tanösvényeken járható be.
1882-ben jelent meg a lápról először írásos dokumentum, majd 1914-ben Tuzson János, a Pázmány Péter Tudományegyetem tanára hívta fel a figyelmet arra, hogy a területen teljesen eltérő jellegű növény- és állatvilág keveredik. Ezután nem sokkal megindultak a kutatások is, és témáról hamarosan tudományos publikációk sora látott napvilágot.

## Fekvése
Bátorliget község Szabolcs-Szatmár-Bereg vármegye keleti-délkeleti szélén, a Nyírség peremén helyezkedik el, közvetlenül a román határ mellett, Nyírbátortól kelet-délkeleti irányban, Mátészalkától délre. Magának az őslápnak a természetvédelmi oltalom alatt álló területe a település lakott területétől északi irányban terül el, a központtól is alig több mint egy kilométerre.
A község határai között egyébként két másik, jelentős természetvédelmi terület is található, ezek közül a bátorligeti legelő az ősláp nyugati szomszédságában terül el, a Fényi-erdő pedig a település határának délkeleti szélén.

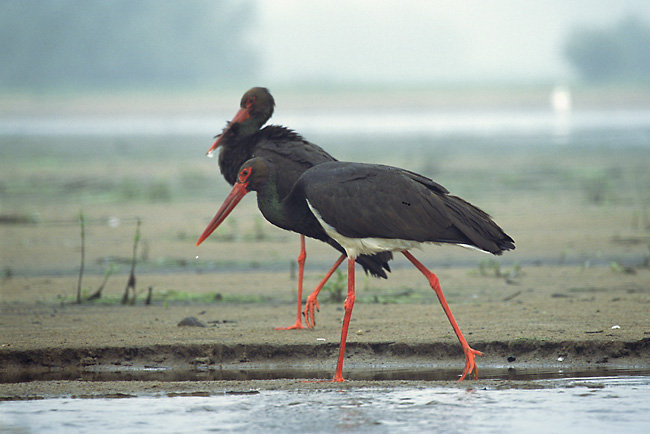
Fekete gólyák

## Jellege
Ősláp – a jégkorszak előtti és az azt követő időkből itt maradt páratlan növény- és állatvilággal.

## Az ősláp
A bátorligeti őslápon a különleges mikroklímának köszönhetően Magyarország egyik leggazdagabb és legváltozatosabb növény- és állatvilága maradt fenn.

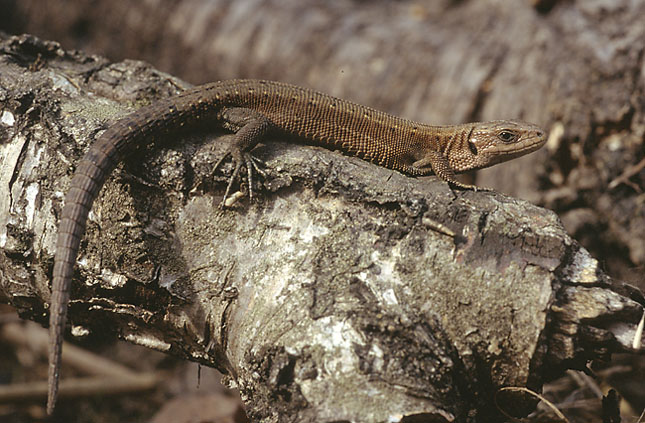
Elevenszülő gyík

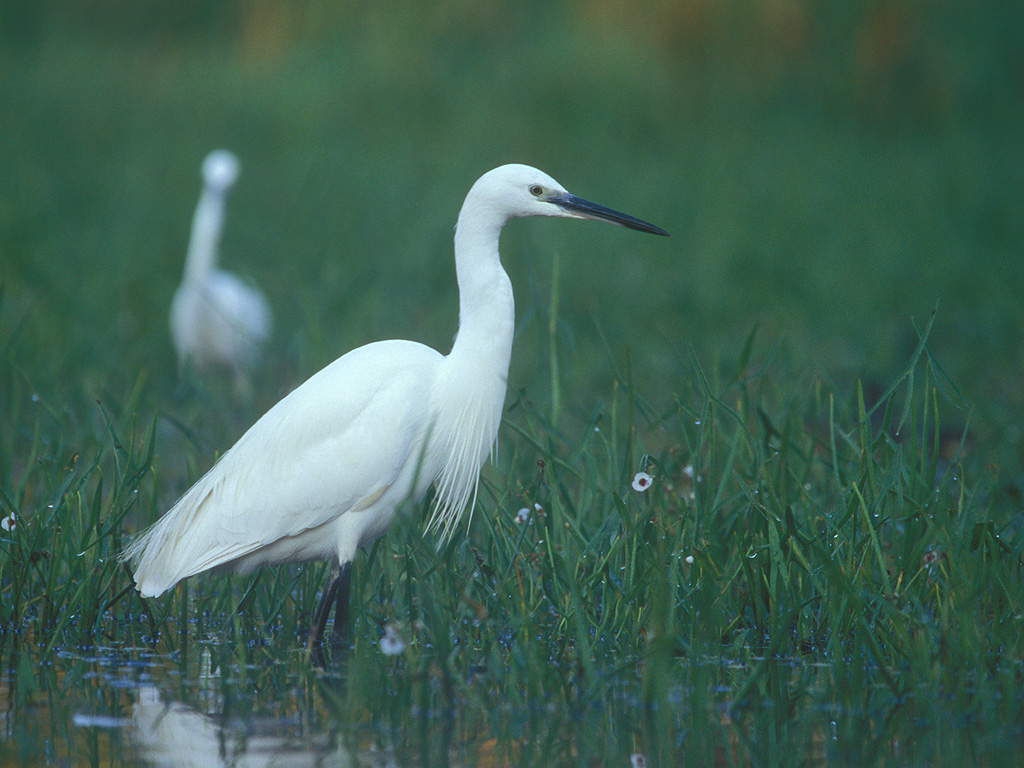
Kis kócsag

A lápot ölelő szélfútta homokdombok vízzel borított mélyedéseiben nedves, hűvös élőhelyek alakultak ki, mivel a mélyen fekvő buckaközök lápját a mocsárvilágot körülvevő erdők megvédték a melegebb légáramlatoktól, hűtve a felszínt és megakadályozva a mocsár fölött lebegő ködfelhők szétáramlását.
Ennek ellentéteként a lápot körülvevő száraz homokdombokon a jégkorszak előtti időkből megmaradt melegkedvelő fajok élték túl az eljegesedések viszontagságait.
A jégkorszak előtti, utáni és a mai növényfajok, a puszták, mocsarak, hegyek, észak és dél növényeinek egymás mellé kerülése példátlan fajtagazdagságot eredményez.
A láp területe 53 hektár, sűrű erdő borítja és változatos domborzati, illetve mikroklimatikus viszonyok jellemzik. A területen megtalálhatók a homokpusztagyepek, a pusztai tölgyesek, a gyöngyvirágos tölgyesek és a keményfás ligeterdők állományai is. Az alacsonyabb területeken magasabb a talajvíz, mivel a buckák közti futóhomokon keresztül feljön a víz, ezért itt lápvilág (zsombékosok, magassásosok, láprétek, nyír- és fűzlápok) alakult ki.
A védett terület természeti értékekben igen gazdag, elsősorban a tölgy-kőris-szil ligeterdő, a mocsár, a nyírláp és a hárserdő miatt olyan különleges. Számos hideg- és melegkori reliktumnak ad otthont, amelyeket elsősorban hegyvidékekről ismerünk, és amelyek alföldi előfordulása ritka. A lápból 1130 növény- és 5836 állatfajt írtak le, többek között megtalálható itt: az európai zergeboglár, a békaliliom, a lápi csalán, a réti kardvirág, a molyhos nyír, a babérfűz, a pompás kosbor, a húsevő harmatfű és a mocsári angyalgyökér is.

## Az ősláp kialakulása
A Würm időszak végén a bátorligeti üledékgyűjtő medencében kialakult egy körülbelül 2 méter mély oligotróf tó, melyet kezdetben tajgás sztyepp, majd a ciklikus éghajlati változások hatására egy tajgaerdő vett körül. A Kr. e. 14 000-től kezdődően folyamatos hőmérsékletemelkedés és csapadéknövekedés vette kezdetét, aminek következtében a pleisztocén végén vegyeslombú zárt tajga fejlődött ki a tó körül, a podzoltalajjal borított homokbuckán.
Kr. e. 10 600 körül már olyan magas volt a hőmérséklet, hogy a fenyőfélék visszaszorultak, és a korábban csak maradványfajként jelenlévő lombos fafajok terjedtek szét az üledékgyűjtő környékén. Ezzel párhuzamosan megváltozott a talaj- és üledékképződés is. A területen a hideg időszakban termomezofil lombos erdei fajokkal jellemezhető erdőrefugium, a felmelegedés során hidegtűrő fajok reliktuma alakult ki (kettős refugium hatás). Kr. e. 8400-ban a kora holocén hárserdőket felváltotta a zárt tölgyerdő, és ebben az erdőtípusban a balkáni és a közép-európai tölgyesekre jellemző Mollusca fajok terjedtek szét. Ez az erdőtípus Kr. e. 6000-ben változott meg, amikor kora neolit közösségek telepedtek meg a vizsgált terület környékén, és egy nyitottabb erdőtípus alakult ki. A késő vaskori kelta közösségek megtelepedésével párhuzamosan a bátorligeti láp területén antropogén hatásra terjedő fajok jelentek meg. A népvándorlás végén, a magyar honfoglalást követően a bátorligeti láp centrumát kitisztították, az üledéket kimerték és egy mesterséges tavat alakítottak ki, amely egészen a török hódoltság kezdetéig fennállt. Jelenleg a honfoglalás kori tó mélyedésében maradtak fenn a glaciális korabeli vegetáció reliktumai.

## Növényvilága

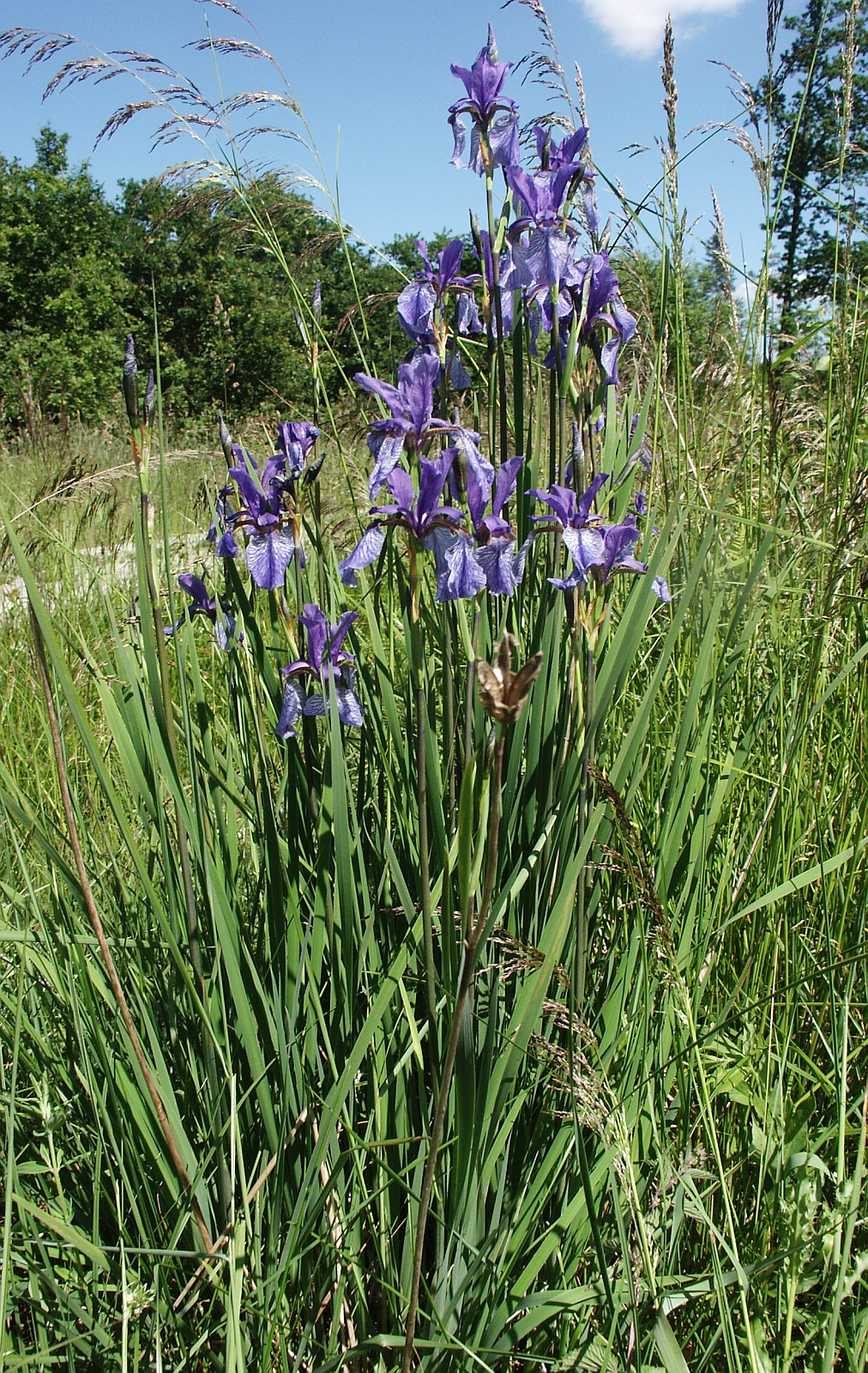
Szibériai nőszirom

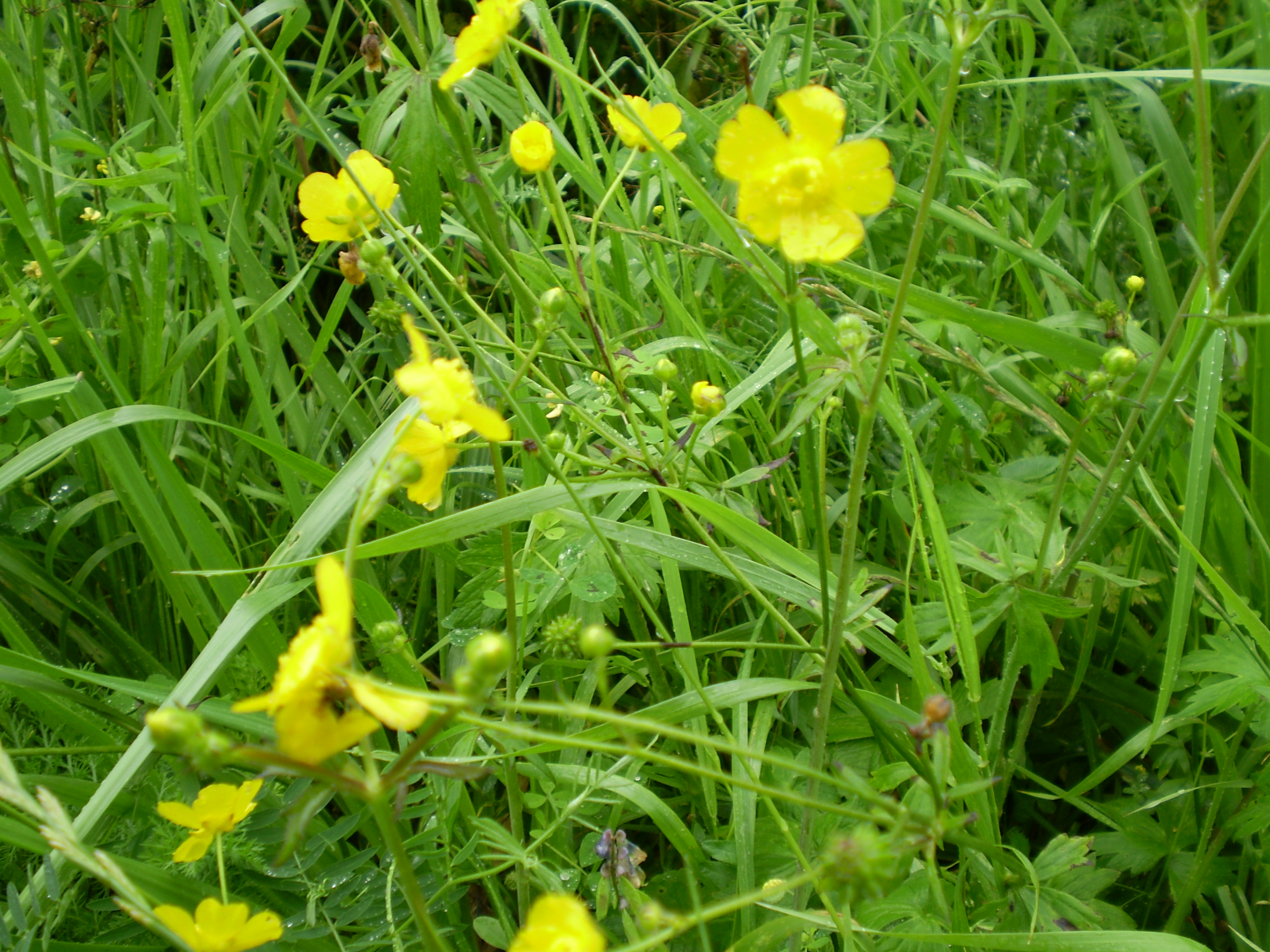
Réti boglárka

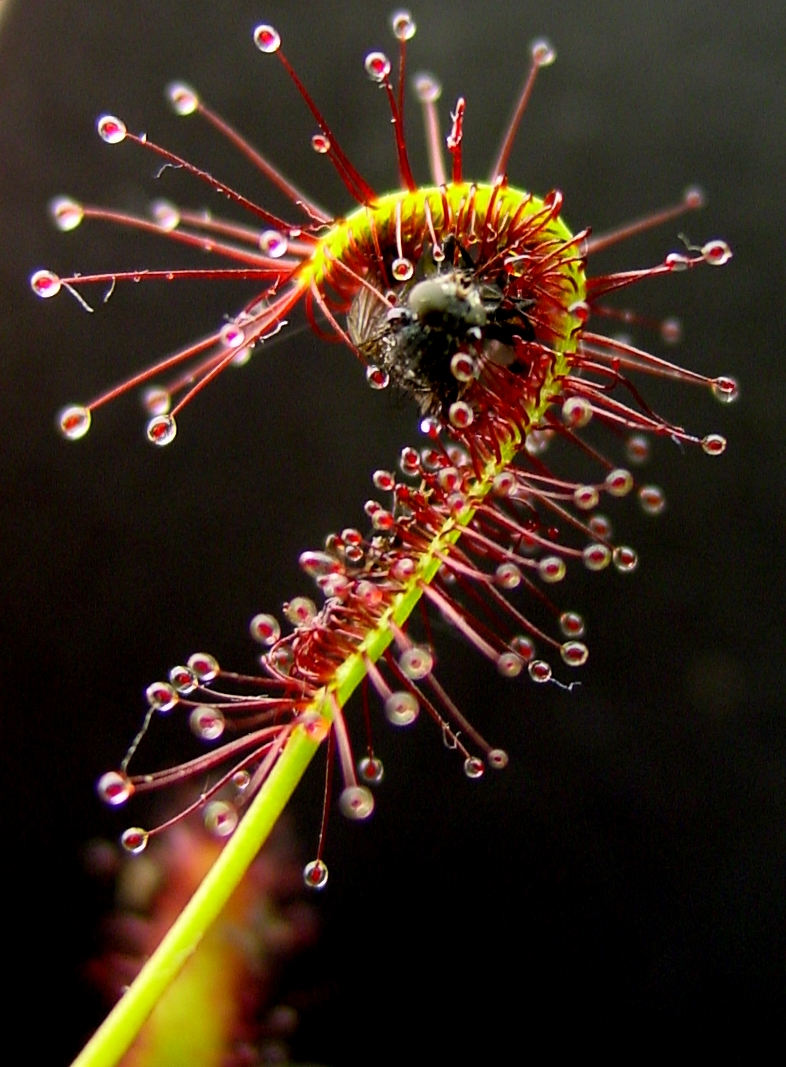
Harmatfű

Az őslápon mintegy 1100 virágos növény él, ezért szinte minden évszakban, tavasztól késő őszig színpompás.
Korán, már januárban kipattannak a rekettyefűz barkái, és hamarosan a réteken is megjelennek az első tavaszt köszöntő virágok:
- a martilapu és
- a keserű kakukktorma, amelynek virágai fehérbe öltöztetik a rétet.

A kakukktormával egy időben jelenik meg az első spórás növény, a mocsári zsurló is.
Április elején bontják szirmaikat a boglárkák, amelyeknek itt több fajtája, így:
- a réti boglárka és
- a európai zergeboglár

is megtalálható.
Április végén nyílik egy orchideafaj is, a nagy békakonty.
A május a kosboroké; ekkor nyílik:
- a hússzínű ujjaskosbor,
- a vitézkosbor,

továbbá:
- a kétlevelű sisakvirág,
- a gyöngyvirág (a mocsári tölgyesek aljnövényzetének meghatározó faja),
- a szibériai nőszirom,
- a fehér zászpa,
- a buglyos szegfű,
- a menta,
- a közönséges lizinka,
- a sisaknád,
- a különleges „rovarevő” harmatfű (Drosera rotundifolia),
- a mocsári angyalgyökér,
- a lápi csalán,
- a vidrafű és
- a turbánliliom is.

Az égerláp növényflórájából érdemel említést egy, a kankalinfélék családjába tartozó hínárnövény, a virágzó békatutaj, aminek csak 20–25 cm magas virágzata emelkedik ki a vízből.
Nyár elején a perjefélék virágzásakor bontja szirmát az utolsóként nyíló orchideafaj, a széleslevelű nőszőfű.
Októberben, a természet elpihenése előtt utolsóként nyílik az ördögharaptafű kék virága.

## Védett fajok
- Szibériai nőszirom (Iris sibirica)
- Hússzínű ujjaskosbor (Dactylorhiza incarnata)
- Buglyos szegfű (Dianthus superbus)
- Fehér madársisak (Cephalanthera damasonium)
- Fehér zászpa (Veratrum album)
- Békakonty (Listera ovata)
- Európai zergeboglár (Trollius europaeus) – a mocsárrétekre magról betelepítve.

## Állatvilága

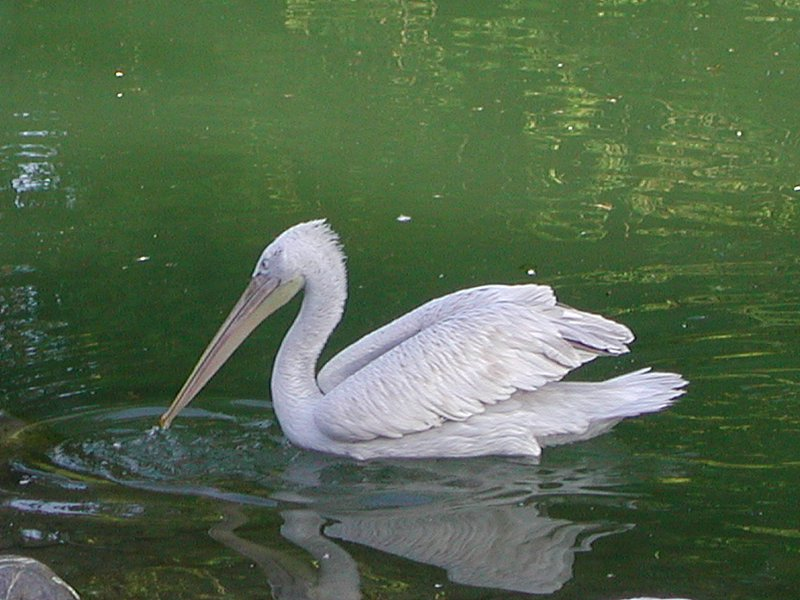
borzas gödény

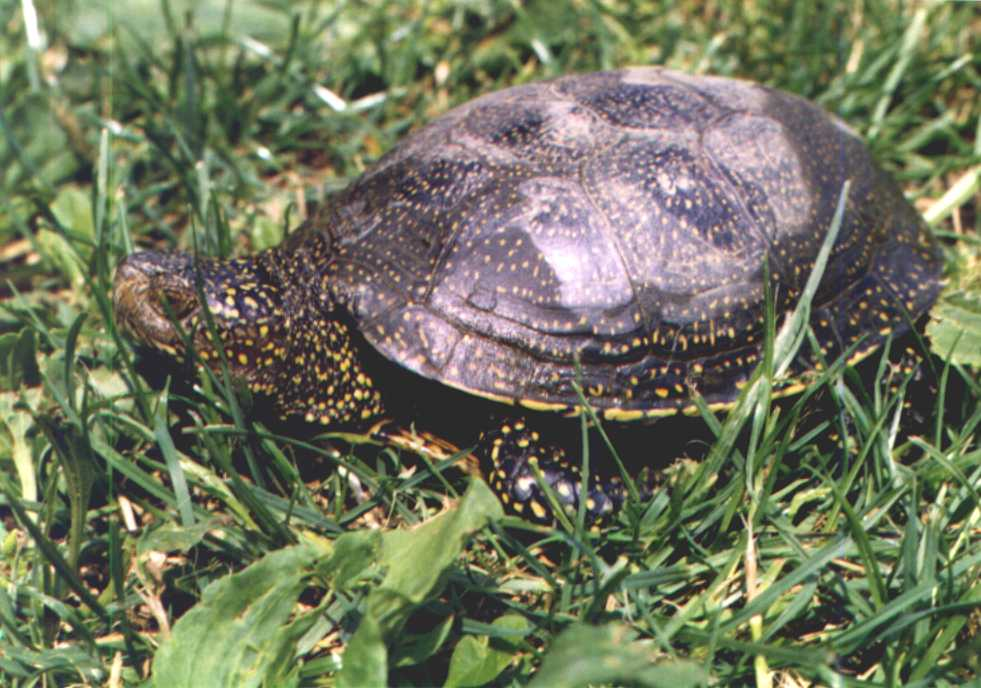
Mocsári teknős

Az ősláp állatvilága is igen gazdag; hétezer állatfaj, ezen belül több mint 30 madárfaj fészkel és költ is itt:
Itt él a mocsári béka, a barna varangy, az ásó béka, mocsári teknős, a tarajos gőte és a vízisikló is, de  megfigyelhető az ősláp környékén a szigorúan védett elevenszülő gyík is.
A láp víztükre fölött több értékes szitakötőfaj is látható. Ilyen a nyerges acsa is, mely a torkán lévő (hímnél kék, nősténynél zöld) nyeregről ismerhető fel.
A vízimadarak közül jellemző a nyári lúd, a tőkés réce, a szárcsa, a gém, a daru, a borzas gödény és a kócsag, de idetéved a ritka fekete gólya is.
A cserjések, nádasok szélén él a citromsármány, a függőcinege, az őszapó, a nádirigó, és fészkel itt a rétisas és a békászó sas is.
A lápszéli nádasokban él a fürj, a fogoly, a fácán, de megtalálható a környéken a róka és a mezei nyúl is.